# Acacia nigricans
Acacia nigricans é uma espécie de leguminosa do gênero Acacia, pertencente à família Fabaceae.